# Dag Norberg
Dag Ludvig Norberg, född 31 juli 1909 i Strängnäs, död 20 oktober 1996 i Stockholm, var en svensk språkvetare.

## Biografi
Dag Norberg var son till Otto Norberg och friherrinnan Gunhild Rappe samt bror till Adolf Norberg. Han disputerade 1937 vid Uppsala universitet,  blev 1948 professor i latinska språket och litteraturen vid Stockholms högskola, och var 1966–1974 rektor för Stockholms universitet. Norberg invaldes 1946 som ledamot av Humanistiska vetenskapssamfundet i Uppsala, 1955 av Vitterhetsakademien samt 1965 av Vetenskapsakademien. Han blev riddare av Nordstjärneorden 1955, kommendör av samma orden 1966 och kommendör av första klassen 1973. Norberg är begravd på Gamla kyrkogården i Strängnäs.